# Capsou
En dret català el capsou és la remuneració que correspon als hereus de confiança, és a dir, a aquells que nomenats en el testament reben una herència, o una part, amb l'encàrrec de destinar-la als fins que el testador li ha comunicat.